# Ateliers Lecourbe
Ateliers Lecourbe war ein französischer Hersteller von Automobilen.

## Unternehmensgeschichte
Das Unternehmen aus Paris begann 1921 mit der Produktion von Automobilen. Der Markenname lautete Kiddy. Konstrukteur war Jacques Bignan. 1922 endete die Produktion.

## Fahrzeuge
Das einzige Modell war ein Cyclecar. Für den Antrieb sorgte ein Zweizylindermotor mit 397 cm³ Hubraum. Das Getriebe verfügte über zwei Gänge. Die Höchstgeschwindigkeit war mit 50 km/h angegeben.